# آفتاب (بنسون)
آفتاب (انگلیسی: Sunlight) یک نقاشی رنگ روغن از نقاش امپرسیونیسم آمریکایی، فرانک وستون بنسون است که امروزه جزو مجموعهٔ آثار موزه هنر ایندیاناپلیس می‌باشد. نور خورشید در قالب امپرسیونیسم آمریکایی طراحی شده‌است. این نقاشی زنی را نشان می‌دهد (مشخص شده که النور، دختر خود بنسون است) که بر روی تپه‌ای در خلیج پنوبسکوت، ایالت مین ایستاده و به اقیانوس اطلس می‌نگرد. النور، لباس سفیدی بر تن دارد که به واسطهٔ وزش بادهای اقیانوس در اهتزاز است. دست چپ وی بالا و در حال محافظت از صورت، به ویزه چشمانش در برابر نور خورشید است در حالی که دست راست وی روی لگن خاصره تکیه داده‌است. این ظاهر نمایش مدل، حالتی است که بنسون بارها استفاده کرده‌است. به دلیل محافظت زن از چشمانش در برابر نور خورشید، احتمال بسیار داده می‌شود که بنسون، از نور خورشید (طبیعی و واقعی) در خلق این نقاشی بهره گرفته باشد.